# Delfina Dini
Delfina Dini (Córdoba, 7 de octubre de 2001) es una nadadora argentina especializada en carreras largas.

## Trayectoria
Con 17 años ha participado de tres Campeonatos Mundiales de Natación, tres Juegos Sudamericanos y en los juegos ODESUR, entre otros torneos nacionales e internacionales.

### Récord 2015
En el 2015, estableció un nuevo récord argentino en carreras largas dentro del Campeonato Mundial Junior de Natación que se desarrolló en Singapur. La nueva marca récord en los 1500 metros libres fue con un tiempo de 17 minutos 19 segundos y 23 centésimas. A partir de esta marca Dini obtuvo el Premio Heracles 2015 de Natación, que premia a los récords nacionales según los registros oficiales de la Confederación Argentina de Deportes Acuáticos.

### Récord 2016
En el Campeonato de Natación realizado en el Natatorio "Georgina Bardach" del Estadio Kempes obtuvo la medalla oro en 200 y 400 metros combinados y en 200, 400 y 800 metros libres.
En su participación en el campeonato copa latina logró consagrarse campeona en 400 y 800 metros libres y además obtuvo medalla de plata en 200 metros libres, 4x100 libre, 4x100 combinado y 4x200 libre y la de bronce en 400 metros combinados.

### Récords 2018
Dini se consagró campeona de la Provincia de Córdoba en el marco del Torneo Malvinas Argentinas 2018. Logró su marca de 4 minutos 16 segundos y 95 centésimas en 400 metros y 8 minutos 46 segundos y 93 centésimas en 800 metros libres en la categoría Juvenil.
En la Copa UANA (Unión Americana de Natación) de Miami, terminó segunda  marcando 4 minutos 23 segundos y 72 centésimas en 400 metros libres. Además logró la medalla de plata en 200 metros libres y la medalla de bronce en 400 metros combinados.
En el torneo nacional brasilero, Maria Lenk, obtuvo la medalla de plata en los 800 metros libres, logrando la marca A para los juegos olímpicos de la juventud en 400 y 800 metros libres.
En los Juegos Olímpicos de la Juventud 2018 obtuvo dos diplomas olímpicos con un cuarto puesto en 800 metros libres y una marca de 8 minutos 43 segundos y 71 centésimas, y el octavo puesto en 400 metros libres.